# Ньянг-Чу (нижний приток Цангпо)
Ньянг-Чу, Нянчу (тиб. ཉང་ཆུ; кит. 尼洋曲) — крупная река в Тибете, являющаяся вторым по расходу воды притоком Цангпо (в среднем 538 м³ в секунду или 22 млрд. м³ в год). Исток находится на высоте 5000 м. В верховьях течёт в восточном направлении, в районе Баи поворачивает на юго-восток. Длина реки составляет 286 км, перепад высоты — 2080 м, площадь бассейна — 17 540 км².